# 千家詩

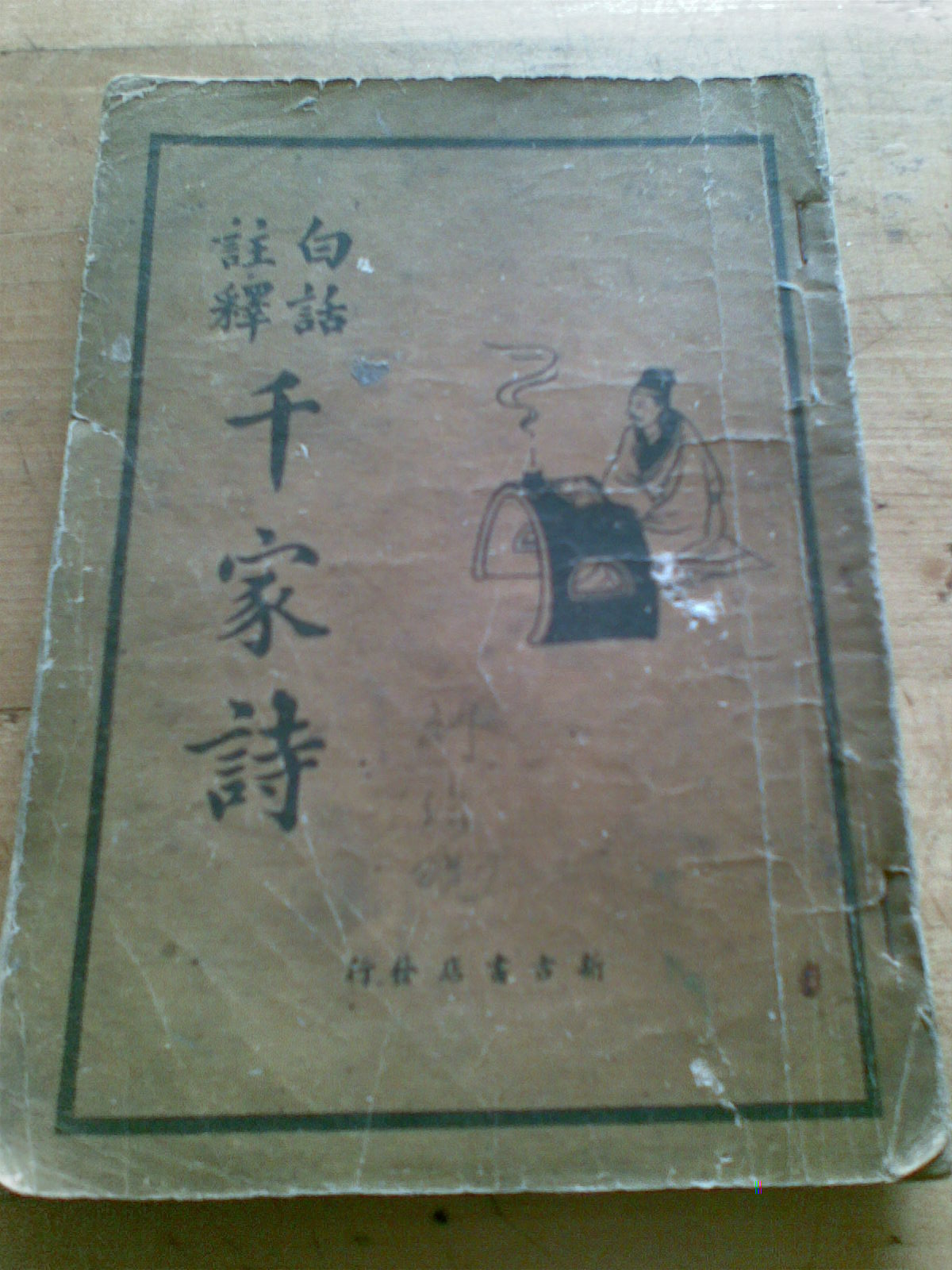
千家诗

《千家诗》為主要收錄唐宋時期古體詩的詩選。原名《分门纂类唐宋时贤千家诗选》為南宋刘克庄编辑的兒童啟蒙書。後經南宋謝枋得編刪整理，縮減書名與詩作收錄數量。又經明代王相增添收錄五言絕律。逐漸形成今日廣傳版本的樣貌。現今流行《千家詩》選詩二百二十三首，依詩體分為四卷。

## 演變
起初為南宋劉克莊編撰《分門纂類唐宋時賢千家詩選》，收錄唐宋兩朝古體詩作為兒童啟蒙之用。目錄依內容主題分門別類，除文學欣賞常見的四季詠景題材外，也收錄許多生活化主題，向幼兒介紹面紅塵世間的人事俗常。因收錄許多同名、佚名且較俗白的詩作，內容較為繁雜，共二十二卷，一千二百餘首。
而後南宋後人謝枋得將之整理增刪，分類為七言绝句与七言律詩，重新命名為《重定千家詩》，詩作收錄數量縮減至約一百二十三首。此後市面上有兩種《千家詩》版本流通，一為劉克莊編選，或為謝枋得編選。
清代王相又再度整理編輯增加五言版本的千家詩，是為《五言千家詩》，收五言绝句和五言律诗各四十来首，共八十四首，以孟浩然的“春眠不觉晓”起始。隨多人經手修輯，明清兩朝廣傳版本的《千家詩》編排已經不再以題材分類，而以詩體劃分書中編排。現今流傳《千家詩》選詩二百二十三首之版本，即分體編排為五言絕律、七言絕律共四卷。
而劉克莊依主題分類所編輯之「千家詩」多以《分門纂類唐宋時賢千家詩選》為名，流傳保存。如康熙四十五年（1706年），曹寅刊行古籍文叢《楝亭十二种》，便收有《分门纂类唐宋时贤千家诗选》二十二卷，分為十四門，题有“后村先生编集”字樣。又有後人阮元善於考證，肯定此書为刘克庄所编著。由於此書未收於《四库全书》，因而特地收集《分门纂类唐宋时贤千家诗选》及其餘一百七十五部古籍，抄录成《宛委别藏》古籍文叢，上呈嘉庆帝。

## 傳播與影響
《千家诗》作為幼教教材，所收集的多數是唐宋詩人的名篇，又因市場需所需發行量大。與《三字經》、《百家姓》、《千字文》並列為民間最受歡迎的蒙書，有“三百千千”之稱。明代甚至以《千家诗》作为宗室皇族孩童启蒙教材，足見此詩選於廣泛流通之程度。
因「千家詩」盛名遠播。清朝時有他人借其名，編輯有《國朝千家詩》、《續千家詩》等詩選，专收清人詩作。民國時則有《醒世千家詩》詩選，仿劉克莊之作，以勸世為主題編排章節名稱，分類名篇詩作。

## 編注
1. ↑  收錄於維基文庫的版本亦為此版本。
2. ↑  劉克莊號後村居士